# 2012年のMLBドラフト
2012年のMLBドラフト（英語: 2012 First-Year Player Draft）は、メジャーリーグベースボール (MLB)の第53回ドラフト会議で、2012年6月に行われたアマチュアドラフトである。 2011年のMLBで最下位のヒューストン・アストロズが全体1位指名の権利を得た。
2巡目全体82位でロサンゼルス・ドジャースから指名されて入団したパコ・ロドリゲスは、本年9月9日にこのドラフトで指名された全選手の中で最初にMLBの試合に出場した。

## 1巡目指名
|  | = オールスター |  |            |  |
|  | = MLB未出場    |  | = 契約せず |  |

| 順位 | 選手                             | チーム                         | 守備位置 | 学校                                        |
| ---- | -------------------------------- | ------------------------------ | -------- | ------------------------------------------- |
| 1    | カルロス・コレア                 | ヒューストン・アストロズ       | 遊撃手   | プエルトリコ・ベースボールアカデミー        |
| 2    | バイロン・バクストン             | ミネソタ・ツインズ             | 外野手   | アプリング・カウンティ高等学校 (GA)         |
| 3    | マイク・ズニーノ                 | シアトル・マリナーズ           | 捕手     | フロリダ大学                                |
| 4    | ケビン・ゴーズマン               | ボルチモア・オリオールズ       | 投手     | ルイジアナ州立大学                          |
| 5    | カイル・ジマー                   | カンザスシティ・ロイヤルズ     | 投手     | サンフランシスコ大学 (CA)                   |
| 6    | アルバート・アルモーラ・ジュニア | シカゴ・カブス                 | 外野手   | メーターアカデミー・チャーター高等学校 (FL) |
| 7    | マックス・フリード               | サンディエゴ・パドレス         | 投手     | ハーバード・ウェストレイク・スクール (CA)   |
| 8    | マーク・アペル                   | ピッツバーグ・パイレーツ       | 投手     | スタンフォード大学 (CA)                     |
| 9    | アンドリュー・ヒーニー           | マイアミ・マーリンズ           | 投手     | オクラホマ州立大学                          |
| 10   | デビッド・ダール                 | コロラド・ロッキーズ           | 外野手   | オークマウンテン高等学校 (AL)               |
| 11   | アディソン・ラッセル             | オークランド・アスレチックス   | 遊撃手   | ペース高等学校 (FL)                         |
| 12   | ギャビン・チェッキーニ           | ニューヨーク・メッツ           | 遊撃手   | アルフレド・M・バルブ高等学校 (LA)          |
| 13   | コートニー・ホーキンス           | シカゴ・ホワイトソックス       | 外野手   | メアリー・キャロル高等学校 (TX)             |
| 14   | ニック・トラビエソ               | シンシナティ・レッズ           | 投手     | アーチビショプ・マッカーシー高等学校 (FL)   |
| 15   | タイラー・ネイキン               | クリーブランド・インディアンス | 外野手   | テキサスA&M大学                             |
| 16   | ルーカス・ジオリト               | ワシントン・ナショナルズ       | 投手     | ハーバード・ウェストレイク・スクール (CA)   |
| 17   | D.J.デービス                     | トロント・ブルージェイズ       | 外野手   | Stone High School (MS)                      |
| 18   | コーリー・シーガー               | ロサンゼルス・ドジャース       | 遊撃手   | ノースウェスト・カバラス高等学校 (NC)       |
| 19   | マイケル・ワカ                   | セントルイス・カージナルス     | 投手     | テキサスA&M大学                             |
| 20   | クリス・ストラットン             | サンフランシスコ・ジャイアンツ | 投手     | ミシシッピ州立大学                          |
| 21   | ルーカス・シムズ                 | アトランタ・ブレーブス         | 投手     | ブルックウッド高校 (GA)                     |
| 22   | マーカス・ストローマン           | トロント・ブルージェイズ       | 投手     | デューク大学 (NC)                           |
| 23   | ジェームズ・ラムジー             | セントルイス・カージナルス     | 外野手   | フロリダ州立大学                            |
| 24   | デベン・マレーロ                 | ボストン・レッドソックス       | 遊撃手   | アリゾナ州立大学                            |
| 25   | リッチー・シェーファー           | タンパベイ・レイズ             | 三塁手   | クレムソン大学 (SC)                         |
| 26   | ストライカー・トラハン           | アリゾナ・ダイヤモンドバックス | 捕手     | アカディアナ高等学校 (LA)                   |
| 27   | クリント・コールター             | ミルウォーキー・ブルワーズ     | 捕手     | ユニオン高校 (WA)                           |
| 28   | ビクター・ローチ                 | ミルウォーキー・ブルワーズ     | 外野手   | ジョージアサザン大学                        |
| 29   | ルイス・ブリンソン               | テキサス・レンジャーズ         | 外野手   | コーラルスプリングス高等学校 (FL)           |
| 30   | タイ・ヘンズリー                 | ニューヨーク・ヤンキース       | 投手     | エドモンド・サンタフェ高等学校 (OK)         |
| 31   | ブライアン・ジョンソン           | ボストン・レッドソックス       | 投手     | フロリダ大学                                |

## 1巡目補足指名
| 順位 | 選手                           | チーム                       | 守備位置 | 学校                                                       |
| ---- | ------------------------------ | ---------------------------- | -------- | ---------------------------------------------------------- |
| 32   | ホセ・ベリオス                 | ミネソタ・ツインズ           | 投手     | Papa Juan XXIII High School (PR)                           |
| 33   | ザック・エフリン               | サンディエゴ・パドレス       | 投手     | ポール・J・ハガーティ高等学校 (FL)                         |
| 34   | ダニエル・ロバートソン         | オークランド・アスレチックス | 三塁手   | アップランド高等学校 (CA)                                  |
| 35   | ケビン・プラウェッキー         | ニューヨーク・メッツ         | 捕手     | パデュー大学 (IN)                                          |
| 36   | スティーブン・ピスコッティ     | セントルイス・カージナルス   | 三塁手   | スタンフォード大学 (CA)                                    |
| 37   | パット・ライト                 | ボストン・レッドソックス     | 投手     | モンマス大学 (NJ)                                          |
| 38   | ミッチ・ハニガー               | ミルウォーキー・ブルワーズ   | 外野手   | カリフォルニア・ポリテクニック州立大学サンルイスオビスポ校 |
| 39   | ジョーイ・ギャロ               | テキサス・レンジャーズ       | 三塁手   | ビショップ・ゴーマン高等学校 (NV)                          |
| 40   | シェーン・ワトソン             | フィラデルフィア・フィリーズ | 投手     | レイクウッド高校 (CA)                                      |
| 41   | ランス・マッカラーズ・ジュニア | ヒューストン・アストロズ     | 投手     | ジェズイト高等学校 (FL)                                    |
| 42   | ルーク・バード                 | ミネソタ・ツインズ           | 投手     | ジョージア工科大学                                         |
| 43   | ピアース・ジョンソン           | シカゴ・カブス               | 投手     | ミズーリ州立大学                                           |
| 44   | トラビス・ジャンコウスキー     | サンディエゴ・パドレス       | 外野手   | ニューヨーク州立大学ストーニーブルック校                   |
| 45   | バレット・バーンズ             | ピッツバーグ・パイレーツ     | 外野手   | テキサス工科大学                                           |
| 46   | エディ・バトラー               | コロラド・ロッキーズ         | 投手     | ラドフォード大学 (VA)                                      |
| 47   | マット・オルソン               | オークランド・アスレチックス | 一塁手   | パークビュー高校 (GA)                                      |
| 48   | キーオン・バーナム             | シカゴ・ホワイトソックス     | 一塁手   | C・レオン・キング高等学校 (FL)                             |
| 49   | ジェシー・ウィンカー           | シンシナティ・レッズ         | 外野手   | オリンピア高校 (FL)                                        |
| 50   | マット・スモーラル             | トロント・ブルージェイズ     | 投手     | ソロン高等学校 (OH)                                        |
| 51   | ヘスムエル・バレンティン       | ロサンゼルス・ドジャース     | 遊撃手   | プエルトリコ・ベースボールアカデミー                       |
| 52   | パトリック・ウィズダム         | セントルイス・カージナルス   | 三塁手   | セントメアリーズ大学カリフォルニア校                       |
| 53   | コリン・ワイルズ               | テキサス・レンジャーズ       | 投手     | ブルーバレーウェスト高等学校 (KS)                          |
| 54   | ミッチ・ゲラー                 | フィラデルフィア・フィリーズ | 投手     | W・F・ウェスト高等学校 (WA)                                |
| 55   | ウォーカー・ワイケル           | サンディエゴ・パドレス       | 投手     | オリンピア高校 (FL)                                        |
| 56   | ポール・ブラックバーン         | シカゴ・カブス               | 投手     | ヘリテージ高校 (CA)                                        |
| 57   | ジェフ・ジェラリッチ           | シンシナティ・レッズ         | 外野手   | カリフォルニア大学ロサンゼルス校                           |
| 58   | ミッチ・ネイ                   | トロント・ブルージェイズ     | 三塁手   | ハミルトン高校 (AZ)                                        |
| 59   | スティーブ・ビーン             | セントルイス・カージナルス   | 捕手     | ロックウォール高等学校 (TX)                                |
| 60   | タイラー・ゴンザレス           | トロント・ブルージェイズ     | 投手     | ジェームズ・マディソン高校 (TX)                            |

## その他注目選手
| 巡 目 | 順 位 | 選 手                              | チ ｜ ム                       | 守 備 位 置 | 学 校                                             |
| ----- | ----- | ---------------------------------- | ------------------------------ | ----------- | ------------------------------------------------- |
| 2     | 62    | ブルース・マックスウェル           | オークランド・アスレチックス   | 捕手        | バーミングハム・サザン・カレッジ (AL)             |
| 2     | 66    | サム・セルマン                     | カンザスシティ・ロイヤルズ     | 投手        | ヴァンダービルト大学 (TN)                         |
| 2     | 67    | デュアン・アンダーウッド・ジュニア | シカゴ・カブス                 | 投手        | アラン・C・ポープ高等学校 (GA)                    |
| 2     | 71    | マット・レイノルズ                 | ニューヨーク・メッツ           | 三塁手      | アーカンソー大学                                  |
| 2     | 72    | J.T.シャギワ                       | ミネソタ・ツインズ             | 投手        | ライス大学 (TX)                                   |
| 2     | 81    | チェイス・デヨング                 | トロント・ブルージェイズ       | 投手        | ウッドロウ・ウィルソン高等学校 (CA)               |
| 2     | 82    | パコ・ロドリゲス                   | ロサンゼルス・ドジャース       | 投手        | フロリダ大学                                      |
| 2     | 85    | アレックス・ウッド                 | アトランタ・ブレーブス         | 投手        | ジョージア大学                                    |
| 2     | 86    | カーソン・ケリー                   | セントルイス・カージナルス     | 三塁手      | ウェストビュー高等学校 (OR)                       |
| 2     | 92    | タイロン・テイラー                 | ミルウォーキー・ブルワーズ     | 外野手      | トーランス高等学校 (CA)                           |
| 3     | 98    | エドウィン・ディアス               | シアトル・マリナーズ           | 投手        | カグアス・ミリタリー・アカデミー (PR)             |
| 3     | 105   | トム・マーフィー                   | コロラド・ロッキーズ           | 捕手        | ニューヨーク州立大学バッファロー校                |
| 3     | 107   | マット・クック                     | ニューヨーク・メッツ           | 投手        | ルイビル大学 (KY)                                 |
| 4     | 132   | クリスチャン・ウォーカー           | ボルチモア・オリオールズ       | 一塁手      | サウスカロライナ大学                              |
| 4     | 148   | スティーブン・オカート             | サンフランシスコ・ジャイアンツ | 投手        | オクラホマ大学                                    |
| 4     | 154   | ドリュー・バーヘイゲン             | デトロイト・タイガース         | 投手        | ヴァンダービルト大学 (TN)                         |
| 5     | 160   | タイラー・ダフィー                 | ミネソタ・ツインズ             | 投手        | ライス大学 (TX)                                   |
| 5     | 161   | クリス・テイラー                   | シアトル・マリナーズ           | 遊撃手      | バージニア大学                                    |
| 5     | 162   | コリン・ポシェ                     | ボルチモア・オリオールズ       | 投手        | ダラス・バプティスト大学 (TX)                     |
| 5     | 165   | マレックス・スミス                 | サンディエゴ・パドレス         | 外野手      | サンタフェ・カレッジ (FL)                         |
| 5     | 166   | エイドリアン・サンプソン           | ピッツバーグ・パイレーツ       | 投手        | ベルビュー大学 (WA)                               |
| 5     | 167   | オースティン・ノラ                 | フロリダ・マーリンズ           | 捕手        | ルイジアナ州立大学                                |
| 5     | 169   | マックス・マンシー                 | オークランド・アスレチックス   | 一塁手      | ベイラー大学 (TX)                                 |
| 5     | 174   | スペンサー・キーブーム             | ワシントン・ナショナルズ       | 捕手        | クレムソン大学 (SC)                               |
| 5     | 176   | ロス・ストリップリング             | ロサンゼルス・ドジャース       | 投手        | テキサスA&M大学                                   |
| 5     | 178   | タイ・ブラッチ                     | サンフランシスコ・ジャイアンツ | 投手        | クレイトン大学 (NE)                               |
| 5     | 187   | ロブ・レフスナイダー               | ニューヨーク・ヤンキース       | 二塁手      | アリゾナ大学                                      |
| 6     | 189   | ブレット・フィリップス             | ヒューストン・アストロズ       | 外野手      | セミノール高校 (FL)                               |
| 6     | 203   | ジョーイ・ウェンドル               | クリーブランド・インディアンス | 二塁手      | ウェストチェスター大学ペンシルベニア校            |
| 6     | 213   | ジェイク・ラム                     | アリゾナ・ダイヤモンドバックス | 三塁手      | ワシントン大学                                    |
| 7     | 219   | プレストン・タッカー               | ヒューストン・アストロズ       | 外野手      | フロリダ大学                                      |
| 7     | 226   | ジェイコブ・スタリングス           | ピッツバーグ・パイレーツ       | 捕手        | ノースカロライナ大学チャペルヒル校                |
| 7     | 240   | カイル・バラクロー                 | セントルイス・カージナルス     | 投手        | セントメリーズ・カレッジ・オブ・カリフォルニア    |
| 7     | 243   | アンドリュー・ベラスケス           | アリゾナ・ダイヤモンドバックス | 遊撃手      | フォードハム・プレパラトリー・スクール (NY)       |
| 8     | 249   | タイラー・ハイネマン               | ヒューストン・アストロズ       | 捕手        | カリフォルニア大学ロサンゼルス校                  |
| 8     | 257   | ドリュー・ステッケンライダー       | マイアミ・マーリンズ           | 投手        | テネシー大学                                      |
| 8     | 260   | トマス・ニド                       | ニューヨーク・メッツ           | 捕手        | オレンジウッド・クリスチャン高等学校 (FL)         |
| 8     | 267   | オースティン・アダムス             | ロサンゼルス・エンゼルス       | 投手        | サウスフロリダ大学                                |
| 8     | 272   | ルーク・メイリー                   | タンパベイ・レイズ             | 捕手        | ケンタッキー大学                                  |
| 9     | 287   | ニック・ウィットグレン             | マイアミ・マーリンズ           | 投手        | パデュー大学 (IN)                                 |
| 9     | 297   | マイケル・ロート                   | ロサンゼルス・エンゼルス       | 投手        | サウスカロライナ大学                              |
| 9     | 300   | ローワン・ウィック                 | セントルイス・カージナルス     | 捕手        | サイプレス大学 (CA)                               |
| 10    | 320   | ポール・シーウォルド               | ニューヨーク・メッツ           | 投手        | サンディエゴ大学 (CA)                             |
| 10    | 335   | アンソニー・バンダ                 | ミルウォーキー・ブルワーズ     | 投手        | サンジャシント大学 (TX)                           |
| 11    | 340   | テイラー・ロジャース               | ミネソタ・ツインズ             | 投手        | ケンタッキー大学                                  |
| 12    | 396   | キーオン・ケラ                     | テキサス・レンジャーズ         | 投手        | エバレット・コミュニティカレッジ (WA)             |
| 13    | 417   | マイク・モーリン                   | ロサンゼルス・エンゼルス       | 投手        | ノースカロライナ大学チャペルヒル校                |
| 13    | 421   | J.B.ウェンデルケン                 | ボストン・レッドソックス       | 投手        | ミドル・ジョージア大学                            |
| 13    | 422   | ディラン・フローロ                 | タンパベイ・レイズ             | 投手        | カリフォルニア州立大学フラトン校                  |
| 13    | 424   | デボン・トラビス                   | デトロイト・タイガース         | 二塁手      | フロリダ州立大学                                  |
| 13    | 427   | ジェームズ・パゾス                 | ニューヨーク・ヤンキース       | 投手        | サンディエゴ大学 (CA)                             |
| 14    | 440   | クリス・フレクセン                 | ニューヨーク・メッツ           | 投手        | ニューアーク・メモリアル高等学校 (CA)             |
| 15    | 468   | スコット・オバーグ                 | コロラド・ロッキーズ           | 投手        | コネチカット大学                                  |
| 15    | 475   | ライアン・ボルッキ                 | トロント・ブルージェイズ       | 投手        | マンドレイン高等学校 (IL)                         |
| 16    | 491   | ドミニク・レオン                   | シアトル・マリナーズ           | 投手        | クレムソン大学 (SC)                               |
| 17    | 537   | イェンシー・アルモンテ             | ロサンゼルス・エンゼルス       | 投手        | クリストファー・コロンブス高校 (FL)               |
| 18    | 554   | デビッド・ボーティ                 | シカゴ・カブス                 | 遊撃手      | ネオショ・カウンティ・コミュニティカレッジ (KS)   |
| 18    | 562   | ジャクソン・スティーブンス         | シンシナティ・レッズ           | 投手        | オックスフォード高校 (MI)                         |
| 18    | 563   | ルイス・ヘッド                     | クリーブランド・インディアンス | 投手        | テキサス州立大学サンマルコス校                    |
| 18    | 568   | マット・ダフィー                   | サンフランシスコ・ジャイアンツ | 二塁手      | カリフォルニア州立大学ロングビーチ校              |
| 19    | 582   | ジョシュ・ヘイダー                 | ボルチモア・オリオールズ       | 投手        | Old Mill High School (MD)                         |
| 20    | 626   | ジャレル・コットン                 | ロサンゼルス・ドジャース       | 投手        | イーストカロライナ大学 (NS)                       |
| 21    | 643   | マット・ストラム                   | カンザスシティ・ロイヤルズ     | 投手        | ネオショ・カウンティ・コミュニティ・カレッジ (KS) |
| 22    | 673   | アレク・ミルズ                     | カンザスシティ・ロイヤルズ     | 投手        | テネシー大学マーティン校                          |
| 22    | 676   | テイラー・ハーン                   | ピッツバーグ・パイレーツ       | 投手        | オクラホマ・バプティスト大学                      |
| 22    | 687   | アンソニー・ベンブーム             | ロサンゼルス・エンゼルス       | 捕手        | クレイトン大学 (NE)                               |
| 25    | 776   | ダニー・クーロム                   | ロサンゼルス・ドジャース       | 投手        | テキサス工科大学                                  |
| 28    | 877   | DJ・スチュワート                   | ニューヨーク・ヤンキース       | 外野手      | フロリダ州立大学                                  |
| 31    | 965   | ブレント・スーター                 | ミルウォーキー・ブルワーズ     | 投手        | ハーバード大学 (MA)                               |